# Latonia
Latonia (лат.) — род бесхвостых земноводных из семейства круглоязычных (Alytidae). Известен с олигоцена. Включает только один современный вид Latonia nigriventer (найденный в Израиле и первоначально классифицированный в роде Discoglossus), хотя некоторые ископаемые виды известны из палеогена и неогена (верхний олигоцен в верхний плиоцен) Европы.

## Виды
- Latonia nigriventer — Чернобрюхая дискоязычная лягушка, или израильская украшенная лягушка
- † Latonia gigantea
- † Latonia ragei
- † Latonia seyfriedi
- † Latonia vertaizoni